# Smicroplectrus quinquecinctus
Smicroplectrus quinquecinctus är en stekelart som först beskrevs av Johann Ludwig Christian Gravenhorst 1820.  Smicroplectrus quinquecinctus ingår i släktet Smicroplectrus och familjen brokparasitsteklar. Arten är reproducerande i Sverige. Inga underarter finns listade i Catalogue of Life.